# Tottori
Tottori (jap. 鳥取市 Tottori-shi) – miasto w Japonii, ośrodek administracyjny prefektury Tottori, w południowej części wyspy Honsiu (Honshū), nad Morzem Japońskim. 

## Położenie
Tottori jest największym miastem prefektury o tej samej nazwie i leży w jej wschodniej części. Jest najbardziej znane ze swoich piaszczystych wydm, największych w Japonii, które pokrywają ponad 30 km² wybrzeża na północ od centrum miasta.

## Historia
W 1532 roku został zbudowany zamek Tottori, który służył jako regionalne centrum władzy w okresie Muromachi (1333–1573), a miasto Tottori stało się miastem zamkowym po tym, jak Hideyoshi Toyotomi (wówczas nosił nazwisko Hideyoshi Hashiba) zaatakował i zdobył zamek Tottori w 1581 roku. Pełna historia nie jest dokładnie znana poza 200-dniowym oblężeniem właśnie w 1581 roku, które zmusiło głodującą załogę zamku i daimyō Tsuneie Kikkawę, do poddania się Hideyoshiemu. Powodem, dla którego oblężenie trwało długo jest to, że zamek był korzystnie usytuowany. Rzeka stanowiła część fosy, a reszta zamku była wbudowana w zbocze góry Kumatsu. Dziś z zamku Tottori pozostały jedynie kamienne fundamenty, część murów i oryginalna, drewniana brama. Obiekt stał się miejscem spacerów i podziwiania widoków miasta, portu i wydm. 
W 1617 roku do zamku Tottori został przeniesiony władca zamku Himeji, Mitsumasa Ikeda, który doprowadził do znacznego rozwoju miasta. Tworzył siedziby dla służby, rozbudował dzielnice dla kupców i inżynierów, zakładał świątynie. 
W 1871 roku, w ramach reform Meiji, władze zniosły klany feudalne i ustanowiły prefektury (haihan-chiken). Dawne domeny Inaba i Hōki zostały połączone w prefekturę Tottori. Została ona tymczasowo włączona do prefektury Shimane w 1876 roku, ale w 1881, po licznych protestach, odzyskała samodzielność z miastem Tottori jako stolicą.
Tottori otrzymało rangę administracyjną -shi (市) w 1889 roku. Teren miasta był powiększany wielokrotnie.
W latach 1923–2004 dołączano okoliczne wioski z powiatów Iwami i Yazu.

## Gospodarka
Miasto Tottori jest obdarzone zasobami rolnymi, leśnymi i rybnymi wspieranymi przez bogate środowisko naturalne. Lasy i grunty rolne zajmują 84% powierzchni miasta. Produkuje wiele produktów spożywczych, takich jak „gruszki XX wieku” (nijisseiki nashi), „kraby matsuba” („kraby śnieżne”), „wołowinę Tottori” (wagyū), „szalotki wydmowe” (sakyū rakkyō). 
Miasto zapewnia dogodną komunikację i służy jako jedna z wiodących baz logistycznych wzdłuż Morza Japońskiego z dobrze rozwiniętą infrastrukturą lądową (koleje i autostrady), morską (porty) i lotniskową. 
Tottori rozwinęło głównie branże: produkcji komponentów i urządzeń elektronicznych oraz maszyn elektrycznych. Otwarcie autostrady Himeji Tottori spowodowało wzrost liczby firm rozwijających się w mieście, tworząc nowe miejsca pracy w różnych dziedzinach, w tym w przemyśle spożywczym, motoryzacyjnym i lotniczym.

## Galeria

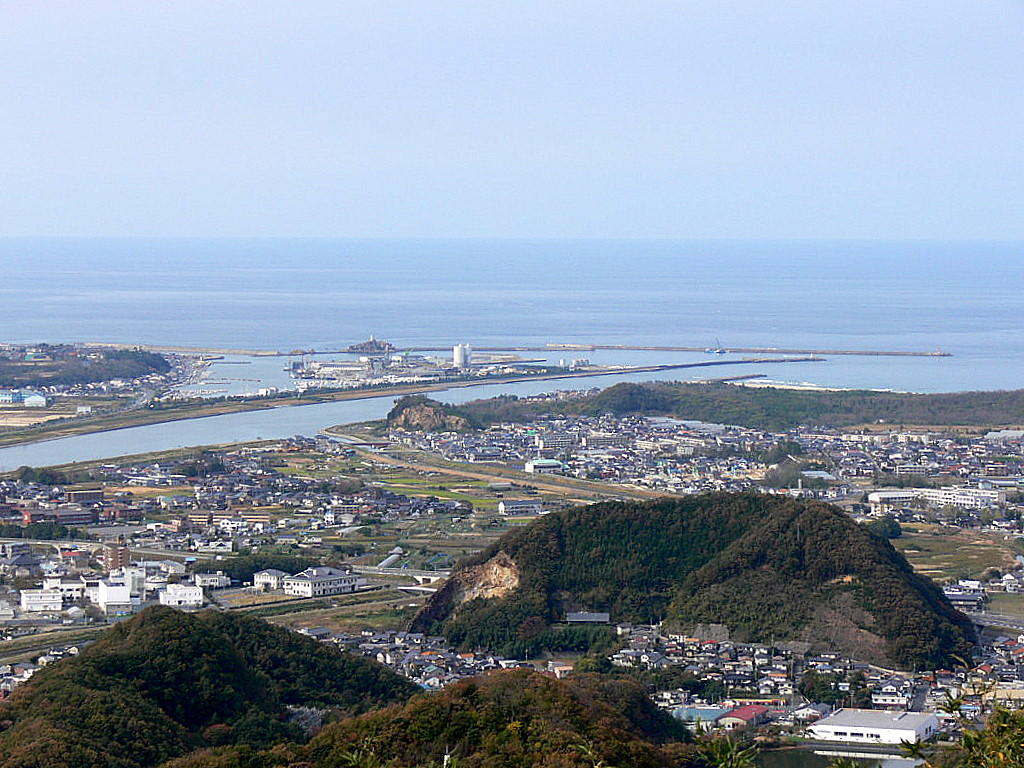
Port Tottori i ujście rzeki Sendai
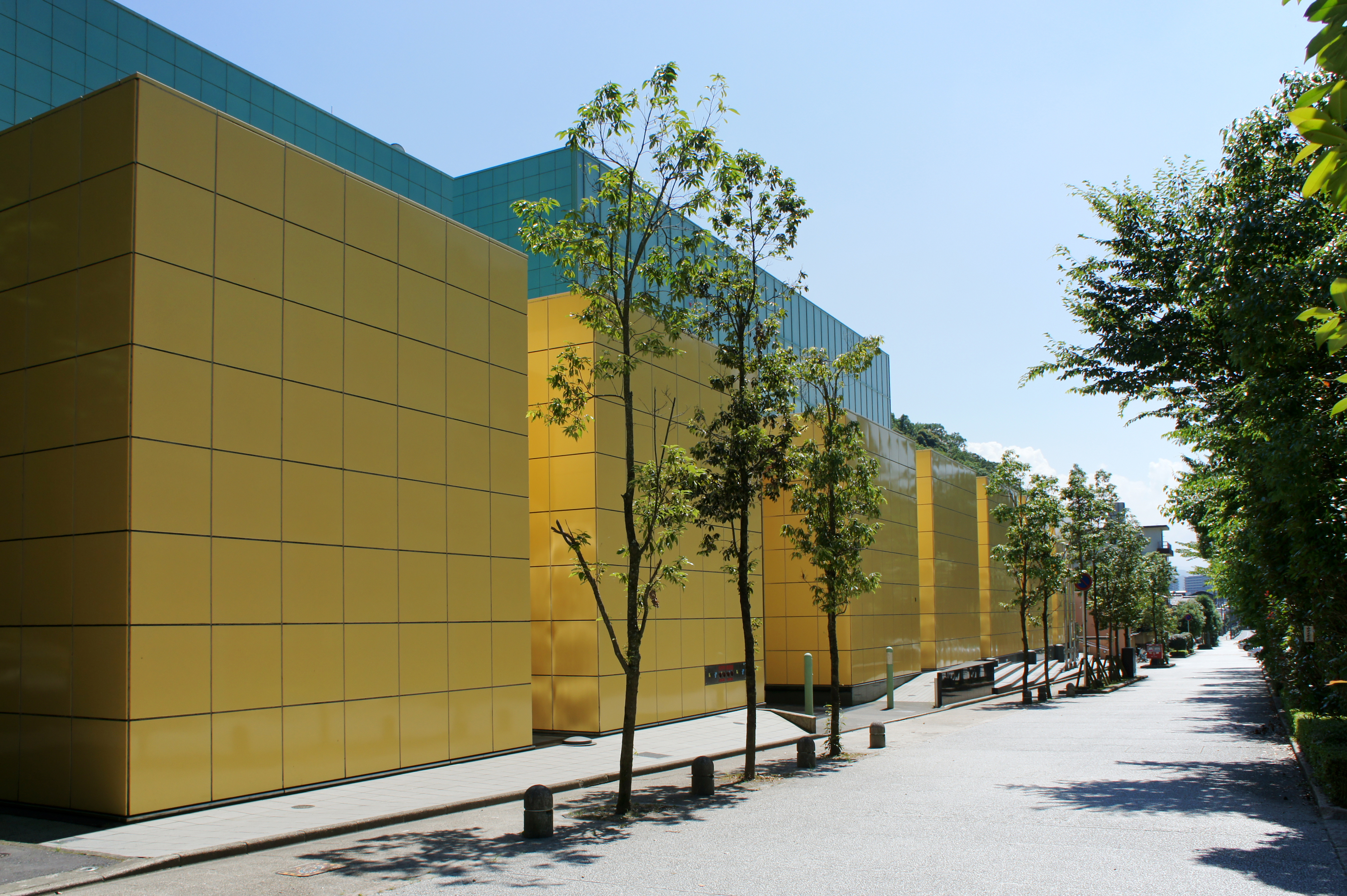
Muzeum Historyczne Miasta Tottori (Tottori-shi Rekishi Hakubutsukan)
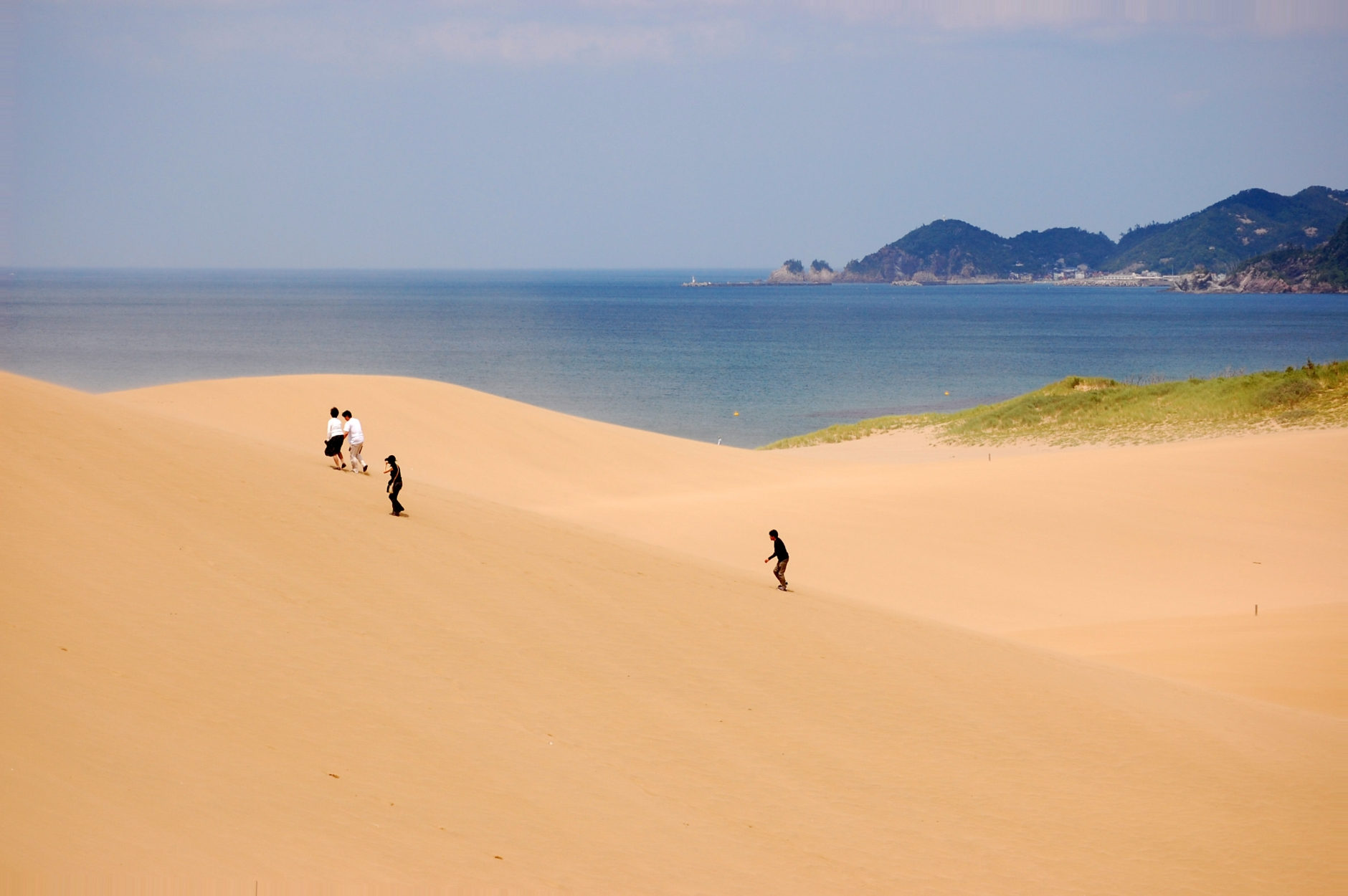
Wydmy Tottori